# Ликвидация неграмотности (Никарагуа)

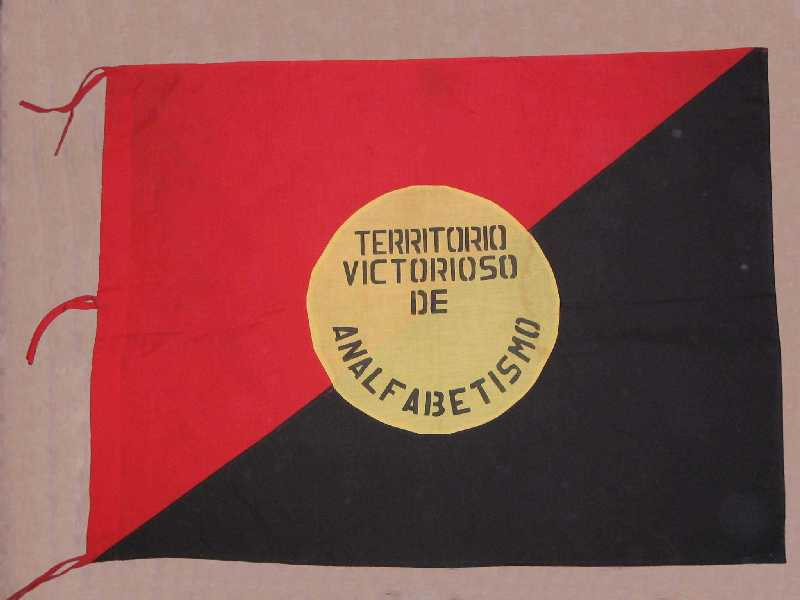
флаг «территория, победившая неграмотность», которым в 1980 году был награждён город Окоталь в департаменте Нуэва-Сеговия

Ликвидация неграмотности в Никарагуа — массовое обучение неграмотных детей и взрослых чтению и письму в 1980-е годы, проходившее при помощи со стороны Кубы и ЮНЕСКО.

## История
После победы Сандинистской революции 19 июня 1979 года Сандинистский фронт национального освобождения начал выполнение программы по развитию системы образования. В это время 80 % населения страны было неграмотным.
Руководство СФНО объявило, что во внешней политике страна намерена соблюдать нейтралитет, но не станет отказываться от торговли и взаимовыгодного сотрудничества с другими странами — в том числе, с социалистическими странами. В июле 1979 года были восстановлены дипломатические отношения с Кубой (разорванные после Кубинской революции), установлены дипломатические отношения с Боливией, НРБ, СФРЮ, в августе 1979 года — с Мальтой, ПНР, ГДР, КНДР, в сентябре 1979 года — с СРВ и СРР, в октябре 1979 года — с СССР, ВНР, МНР, в ноябре 1979 года — с Албанией. В начале сентября 1979 года на 6-й конференции глав государств и правительств неприсоединившихся стран Никарагуа была принята членом движения неприсоединения.
Школьное образование для детей и взрослых стало бесплатным. В октябре 1979 года в стране была проведена перепись, на основе которой был разработан план ликвидации неграмотности в стране.
Во втором полугодии 1979 года 1000 никарагуанских детей были отправлены для учёбы на Кубу (их разместили на острове Хувентуд и начали бесплатно обучать в кубинских школах). В ноябре 1979 года было подписано соглашение о сотрудничестве в области экономики, здравоохранения и образования с ГДР.
1980 год был объявлен годом ликвидации неграмотности. Началось развитие сети библиотек. В марте 1980 года началась реализация плана по ликвидации неграмотности (получившего наименование «Национальный крестовый поход за ликвидацию неграмотности»), в котором широко использовались возможности радио, телевидения и печатных средств массовой информации страны.
В соответствии с этим планом, в ликвидации неграмотности участвовали две организации: «Народные учителя» (обучавшие неграмотных в городах без отрыва от производства) и «Народная армия по ликвидации неграмотности» (действовавшая в сельских районах). Территория страны была разделена на шесть «фронтов», названных в честь героев и патриотов Никарагуа:
- Северный фронт «Карлос Фонсека Амадор»[7]
- Северо-восточный фронт «Пабло Убеда»[7]
- Восточный фронт «Роберто Уэмбес»[7]
- Центральный фронт «Камило Ортес Сааведра»[7]
- Западный фронт «Ригоберто Лопес Перес»[7]
- Южный фронт «Бенхамин Селедон»[7]

К началу кампании было открыто 558 школ (при этом, 65 школьных помещений было отремонтировано при помощи Кубы).
Также, Куба направила в Никарагуа бригаду учителей имени А. Сандино — 100 добровольцев (каждый из которых уже имел опыт обучения неграмотных), прибывших в страну 27 ноября 1979 года. Четверо из них — школьные учителя Франсиско Кастильо, Педро Пабло Куэ, Барбаро Эрнандес и Агуэдо Рейна — были убиты боевиками «контрас». Ещё 22 иностранных добровольца отправил Международный союз студентов — в марте 1980 года из них была создана «международная бригада имени Оливерио Кастаньеда де Леона», учившая жителей в окрестностях столицы (руководителем этой бригады был учитель из Панамы, остальными участниками — студенты и студентки из Аргентины, Гватемалы, Доминиканской республики, Колумбии, Коста-Рики, Панамы, Перу, Пуэрто-Рико, Сальвадора, Уругвая и других стран).
Активное участие в ликвидации неграмотности приняла Ассоциация никарагуанских женщин «Луиса Аманда Эспиноса» (женщины составляли более 60 % среди педагогов-добровольцев, участвовавших в кампании по ликвидации неграмотности в начале 1980х годов).
В августе 1980 года муниципалитет Нандасмо в департаменте Масая стал первой административно-территориальной единицей страны, в которой была ликвидирована неграмотность.
За успехи, достигнутые в первые месяцы ликвидации неграмотности в стране, в конце 1980 года Никарагуа была награждена премией ЮНЕСКО имени Н. К. Крупской.
В январе 1981 года министерство образования организовало опрос населения по вопросам дальнейшего развития школьного образования, содержания школьной учебной программы и преподавания. В обсуждении разосланной министерством анкеты с 55 вопросами и составлении письменных ответов на неё приняли участие 80 тысяч человек из всех регионов страны (представители политических партий и общественных организаций, учителя, родители учеников и представители самых различных слоёв населения — от предпринимателей до рабочих и крестьян). На основании полученных ответов для школ были составлены новые («временные») учебные планы, учебники и учебно-методические материалы. В дальнейшем, был разработан и утверждён план развития образования на 1981—1985 годы.
Кроме того, в стране началось развитие массового спорта. В конце 1981 года в городе Гранада была открыта первая в истории Никарагуа школа по подготовке тренеров, начавшая обучение первых 145 учителей физкультуры и спортивных тренеров по шести видам спорта (футбол, волейбол, баскетбол, бейсбол, лёгкая атлетика и плавание); после шести месяцев обучения в сентябре 1982 года выпускники были направлены на места работы (в спортивные команды, школы и другие образовательные учреждения). В дальнейшем, в стране были организованы две спортивные школы-интерната (первая такая спортшкола была открыта в столице, вторая - в городе Леон).
В феврале 1982 года работавшие в Никарагуа кубинские учителя-интернационалисты передали начисленную им зарплату (более 1,6 млн. кордоб) правительству Никарагуа для оплаты расходов на строительство школ в департаменте Селая.
В 1982 году расходы на образование составляли 16 % расходов государственного бюджета страны.
В целом, только за 1979—1982 гг. количество школ в стране было увеличено в два раза, к 1983 году в стране действовало 2025 школ.
В дальнейшем, началось развитие высшего образования. В 1982 году были открыты школа сельского хозяйства и животноводства (Escuela Internacional de Agricultora y Ganadería «ALAG-Rivas») в городе Эстели, технический институт (Instituto Técnico «La Salle») в городе Леон, а технологический институт в городе Гранада был преобразован в Политехнический университет. В 1983 году был открыт технический университет имени Симона Боливара (la Universidad Nacional de Ingeniería «Simón Bolívar»).
По программе помощи Никарагуа кубинскими строителями были построены три школы (открытые в марте 1983 года).
В марте 1983 года (с началом в стране нового учебного года) началось внедрение новых («временных») учебников и учебных программ в систему школьного образования. В это же время на продаваемые государством школьные учебники по математике, буквари и ученические тетради установили сниженные цены.
Также, в 1983 году правительство начало кампанию по борьбе с детской беспризорностью, в которой участвовали министерства внутренних дел, социального обеспечения и здравоохранения. Были организованы три детских дома, где дети-сироты могли жить, учиться, овладевать ремеслами и профессиями. В том же 1983 году студенты столичного техникума «Маэстро Габриэль» отремонтировали найденный на автомобильной свалке на окраине Манагуа микроавтобус «фольксваген», который превратили в передвижную библиотеку («библиобус») — начавшую работать в сельских районах.
18 октября 1983 года проникшие с территории Гондураса «контрас» из группировки FDN захватили и разрушили посёлок Санта-Мария-де-Пантазма (Santa Maria de Pantasma) в департаменте Хинотега. Одним из первых уничтоженных объектов был учебный центр для взрослых VIMEDA — деревянное здание расстреляли из реактивных противотанковых гранатомётов и полностью сожгли вместе с защитниками. Погибли учителя и ополченцы-крестьяне (одним из погибших учителей был интернационалист — гражданин Гватемалы Cruz Regino Sisay Rabinal). В дальнейшем, школа была восстановлена и в 1984 году возобновила работу.
В период до 17 июля 1984 года в стране были построены 1252 новые школы, создано 2639 учебных центров, сформировано 16 975 групп для обучения взрослого населения. Получила развитие сеть дошкольных учреждений (особенно в бывших рабочих кварталах и сельских районах), которые посещали свыше 50 тыс. детей.
В 1985 году на образование было выделено 2 млрд. кордоб (в 1978 году расходы на образование составляли 341 млн кордоб).
В феврале 1985 года Национальной ассамблеей был принят закон о заработной плате (предусматривавший повышение зарплаты учителей), в апреле 1987 года заработная плата была повышена ещё раз.
Выполнение плана встретило ожесточённое сопротивление со стороны «контрас», которые рассылали угрозы, убивали школьных учителей и других участников мероприятий, а также разрушали школы и школьное имущество. Только в период до конца 1987 года в результате действий «контрас» в стране было сожжено, разрушено, уничтожено или прекратило деятельность 502 школы.
Тем не менее, в результате выполнения программы количество неграмотных в стране сократилось с 80 % населения в 1979 году до 20 % населения в 1988 году.

## Последующие события
25 февраля 1990 года президентом страны стала Виолета Барриос де Чаморро, при поддержке США начавшая политику неолиберальных реформ. Государственные расходы на образование и науку были сокращены, уровень образования в стране стал снижаться, а количество неграмотных — увеличиваться.
Снижение мировых цен на кофе в 2001—2002 гг. осложнило обстановку в стране. Весной 2002 года 1,6 млн детей жили в нищете, 300 тысяч детей не посещали школу, так как были вынуждены работать. В июне 2002 года 30 тысяч рабочих кофейных плантаций стали безработными, особенно тяжелая ситуация сложилась в департаменте Матагальпа (который являлся главным центром производства кофе). В период до 10 сентября 2002 года 6100 человек из этого региона (сельхозрабочих и членов их семей) стали вынужденными переселенцами, а 14 человек (в том числе, 11 детей) умерли от голода.
В этих условиях, в марте 2006 года Сандинистский фронт национального освобождения объявил начало новой кампании по ликвидации неграмотности (Campaña de Alfabetización «Yo sí puedo»), в стране были организованы бесплатные центры ликвидации неграмотности по разработанной на Кубе методике. Только в период до 20 августа 2006 года в этих центрах были обучены счёту, чтению и письму 20 тыс. человек.
В 2006 году правительством Никарагуа был принят новый общий закон об образовании, в соответствии с которым обязательными и бесплатными остались только начальные школы для детей 7-12 лет (в городах 6-летние, в сельской местности часто 4-летние), и средние 5-летние общеобразовательные школы (с 3-летним базовым и 2-летним завершающим циклами).
После победы СФНО на выборах 5 ноября 2006 года, с 11 января 2007 года в стране было восстановлено бесплатное школьное образование; в 2007 году в стране началась новая кампания по ликвидации неграмотности (Consejo Nacional de Alfabetización «De Martí a Fidel»).
В результате, по данным института статистики ЮНЕСКО, в 2010 году грамотность населения страны в возрасте старше 15 лет составляла 91,4 %.
14 января 2020 года правительство приняло программу школьного питания, в соответствии с которой начались поставки продовольствия во все 12 тыс. государственных детских образовательных учреждений страны для обеспечения питанием 1,2 млн учеников с 3 февраля 2020.
Весной 2023 года было обнаружено, что десятки детей школьного возраста из приграничных департаментов Гондураса вдоль реки Коко (Чолутека, Эль-Параисо, Оланчо и Грасьяс-а-Дьос) обучались в никарагуанских школах департамента Хинотега (поскольку условия учёбы и качество обучения в общеобразовательных школах Никарагуа были заметно выше, чем в школах Гондураса).

## Память, отражение в культуре и искусстве
- в Никарагуа была выпущена серия почтовых марок «1980 año de la Alfabetizacion»
- документальный фильм «Una bella mision» (Куба, 1982), снятый кинорежиссером Э. Браво
- в городе Манагуа открыт музей кампании по ликвидации неграмотности (Museo de Alfabetización, структурное подразделение Ассоциации народного образования Никарагуа имени Карлоса Фонсеки Амадора)[34]
- песня «Himno de la Cruzada Nacional de Alfabetización», автором которой является Карлос Мехия Годой